# Pandémie de Covid-19 en Argentine
La pandémie de Covid-19 en Argentine démarre officiellement le 3 mars 2020. À la date du 24 octobre 2022, le bilan est de 129 979 morts.

## Chronologie

### Février
Le 4 février 2020, le navire de croisière Diamond Princess a été mis en quarantaine dans le port de Yokohama au Japon lorsque 10 passagers ont reçu un diagnostic de Covid-19 au cours des premiers stades de la pandémie de Covid-19. Parmi les passagers diagnostiqués se trouvait un homme de 61 ans de nationalité argentine, qui voyageait accompagné de sa femme et qui n'avait aucun symptôme, celui-ci étant le premier ressortissant issu d'un pays latino-américain à être infecté. Le patient a été transféré dans un hôpital au Japon « pour des études et un traitement ». Les sept autres Argentins à bord, dont sa femme, sont restés en croisière en quarantaine jusqu'au 21 février. L'homme était en parfaite santé et a quitté l'hôpital le 17 février. Il a finalement quitté le Japon le 24 février et est arrivé en Argentine le 26 février, se déplaçant chez lui dans la ville de Buenos Aires.

### Mars
- 3 mars : Un premier cas de Covid-19 a été confirmé dans le pays, à Buenos Aires. Le patient est un homme de 43 ans qui est arrivé le 1er mars de Milan, en Italie[7].

- 5 mars : Le ministère de la Santé a confirmé un deuxième cas chez un homme de 23 ans vivant à Buenos Aires, récemment rentré du nord de l'Italie[8].

Nombre de cas (bleu) et nombre de morts (rouge) en échelle logarithmique.

## Mesures de protection
Le président péroniste Alberto Fernández, au pouvoir depuis décembre 2019, réagit tôt face à l'épidémie, décrétant la fermeture totale des frontières le 15 mars, la suspension des cours pour tous les élèves le 16 — à la même date que la France, qui comptait déjà, à ce moment-là, plus de 6 000 cas alors que l'Argentine en recensait une soixantaine —, puis le confinement des habitants du pays à partir du 20 mars.
Certains prisonniers sont libérés, ce qui suscite une controverse dans le pays. D'après Alcira Daroqui, sociologue et directrice du Groupe d’études sur le système pénal et les droits de l’homme de l’université de Buenos Aires, « les prisons argentines ne sont pas en mesure de faire face à l’épidémie. Il y a des rats, des inondations régulières, il n’y a quasiment jamais de visites médicales… » En outre, les prisons sont surpeuplées : la province de Buenos Aires compte près de 50 000 détenus pour moitié moins de places disponibles.
L'Argentine signe en décembre un accord avec la Russie prévoyant la livraison de dix millions de doses du vaccin Spoutnik V[réf. nécessaire].

## Mesures économiques
Le gouvernement met en place une série de mesures économiques — construction de huit hôpitaux d’urgences modulaires, augmentation des aides aux familles pauvres, aux retraités, aux chômeurs et aux femmes enceintes sans ressources financières, plafonnement des prix des médicaments et de 50 catégories de produits de première nécessité, aide financière aux petites entreprises — pour réduire l’effet du confinement sur l’économie. Plus de 220 000 entreprises ont demandé à l'État un soutien financier pour éviter la faillite.
Toutefois, dans un pays où plus d'un tiers des emplois sont informels et où près de 4 millions de personnes vivent dans des bidonvilles, la quarantaine fait craindre une hausse de la pauvreté. Selon Felipe Bosch analyste du Groupe d’études géopolitiques de l’École normale supérieure, « moins de 10 % des habitants de ces quartiers ont accès aux services de base, comme l’eau courante ou un système d’évacuation des eaux usées. Dans un contexte de crise, il est quasi impossible de suivre toutes les recommandations sanitaires. »
Le groupe péroniste au Parlement dépose un projet de loi pour créer un impôt, payé une fois, qui s'appliquerait « à environ 200 personnes et 200 entreprises » les plus riches du pays. Il permettrait de récolter 2,5 milliards de dollars. Les fonds récoltés seront utilisés « pour du matériel médical, de la nourriture pour les plus vulnérables ».

## Crise sociale

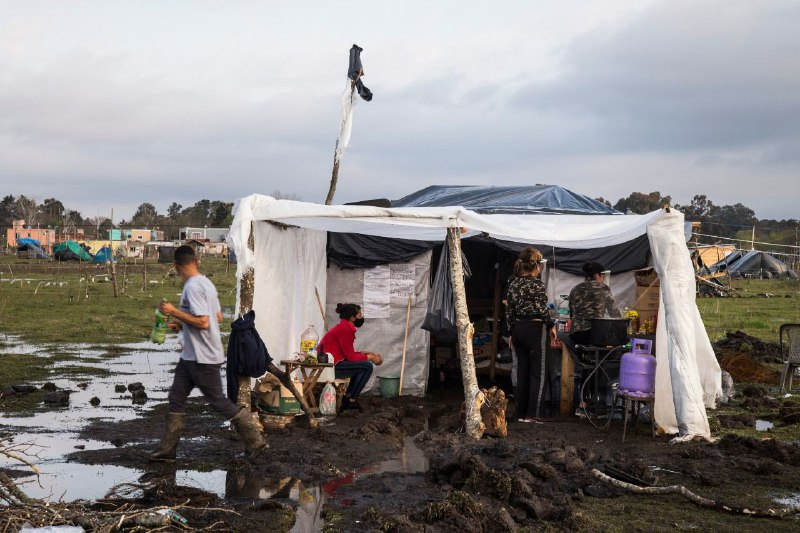
Terrains inoccupés dans Guernica, Buenos Aires

Ne pouvant plus payer leur loyer, des milliers de familles ont été expulsées de leur logement,[réf. souhaitée] et se sont établies dans des camps de fortune sur des terrains inoccupés dans l’agglomération de Buenos Aires,,,,.
Le président de la Chambre des députés, Sergio Massa, proche de la majorité présidentielle, déclare nécessaire d'« évaluer la possibilité, en cas d’occupation illégale, de suspendre toutes les aides versées par l’État, notamment l’allocation familiale universelle ou le revenu familial d’urgence, sinon on tombe dans le "je fais ce que je veux" ». Le député Alex Campbell, membre de l'opposition conservatrice, a présenté un projet de loi en ce sens. Plusieurs maires issus de l’opposition ont critiqué l'attitude du gouvernement et réclamé des mesures de fermeté. La ministre de la Sécurité, Sabina Frederic, a au contraire estimé que les occupations illégales « ne sont pas une question de sécurité publique », mais de « crise du logement », une position partagée par d'autres membres du gouvernement[réf. souhaitée].
La profonde crise économique et sociale que traverse le pays conduit en 2021 près de 25% des adolescents âgés de 13 à 17 ans à travailler pour aider leurs familles, pauvres et endettées. En outre, la fermeture temporaire des écoles, alors que la plupart des foyers les plus démunis sont peu équipés en matériel informatique, a rendu l’enseignement à distance presque impossible pour les enfants et adolescents issus des classes populaires. En 2021, 9 % des élèves ont décroché.

## Vaccination

### Recherche d'un vaccin "solidaire"
Alors que les États les plus riches entrent en concurrence pour tenter d’accaparer les stocks potentiels, le Mexique et l’Argentine s’associent avec le laboratoire AstraZeneca et l’université d'Oxford - travaillant conjointement sur un des projets de vaccin les plus avancés - pour assurer la production nécessaire à toute l’Amérique latine. En cas de réussite, l’initiative permettrait de garantir jusqu’à 250 millions de doses au premier semestre 2021, pour un coût maximal de 2 à 3 euros chacune, dans tout le sous-continent.
Le président argentin Alberto Fernández souligne que « si le vaccin s’avère efficace, l’Amérique latine disposera de doses à bas prix et fabriquées dans la région. Les doses seront distribuées équitablement dans tous les pays, sur la demande des gouvernements de la région. »

### Retard de Pfizer
L’Argentine a été le premier pays à accueillir les essais cliniques à grande échelle du laboratoire Pfizer. Des négociations sont aussitôt entreprises pour l’achat de 13,2 millions de doses, dont 1 million avant la fin de l’année 2020.
En juin 2021, 11 millions sur 45 millions d'Argentins ont été totalement vaccinés. Les négociations pour l’achat de vaccins Pfizer-BioNTech n’ont toujours pas abouti. Le directeur de Pfizer Argentine, Nicolas Vaquer, évoque des blocages législatifs devant les députés qui lui opposent qu’il n’y a pas eu de problème avec les autres laboratoires et "que l’Argentine a permis à Pfizer de faire des essais cliniques sur son territoire en août 2020" .
Les conditions posées par Pfizer, qui exigeait que la loi argentine soit amendée pour s’assurer une solide immunité juridique en cas d’effets nocifs du vaccin et même en cas de négligence, de fraude ou de malveillance, ont été rejeté par le gouvernement argentin. D'après le Bureau of investigative Journalism, le laboratoire Pfizer aurait manié « l’intimidation » et le « harcèlement de haut niveau » dans ses négociations avec des gouvernements latino-américains, notamment l'Argentine.